# Manuel Blanco Encalada
Manuel Blanco Encalada (Buenos Aires, 21 aprile 1790 – Santiago del Cile, 5 settembre 1876) è stato un ammiraglio e politico cileno, presidente del Cile dal 9 luglio al 9 settembre 1826.

## Biografia
Nel gennaio 1826 partecipò ai combattimenti per la riconquista dell'arcipelago di Chiloé, ancora occupato dagli spagnoli. Come ministro degli esteri al momento delle dimissioni del Directór Supremo Ramón Freire Serrano, fu nominato provvisoriamente presidente della Repubblica (diventando il primo a ricoprire tale carica) il 9 luglio 1826. Non riuscendo a risolvere la grave crisi politica tra liberali e conservatori, che ormai imperversava dal 1822, si dimise dopo appena due mesi, il 9 settembre, lasciando il governo al vicepresidente Agustín Eyzaguirre Arechavala.
Tra il 1865 e il 1866 si unì agli sforzi nella guerra tra la Confederazione Perù-Bolivia e la Spagna e dopo la guerra fu nominato Governatore di Valparaíso.